# Fábio Luiz Magalhães
Fábio Luiz de Jesus Magalhães (Marataízes, 13 de março de 1979) é um jogador de voleibol de praia brasileiro. Em parceira com Márcio Araújo, ganhou a medalha de ouro no Campeonato Mundial de 2005, em Berlim, e a de prata nos Jogos Olímpicos de 2008, em Pequim.

## Carreira
Fábio foi eleito por quatro vezes consecutivas como o jogador com melhor desempenho no bloqueio do Circuito Brasileiro, nas temporadas de 2005, 2006, 2007 e 2008.

## Prêmios individuais
- Melhor Bloqueio do Circuito Brasileiro Banco do Brasil de 2005[2]
- Melhor Bloqueio do Circuito Brasileiro Banco do Brasil de 2006[2]
- Melhor Bloqueio do Circuito Brasileiro Banco do Brasil de 2007[2]
- Melhor Bloqueio do Circuito Brasileiro Banco do Brasil de 2008[2]